# Blaesodactylus microtuberculatus
Espèce
Blaesodactylus microtuberculatus est une espèce de geckos de la famille des Gekkonidae.

## Répartition
Cette espèce est endémique de la région Diana à Madagascar.

## Publication originale
- Jono, Bauer, Brennan & Mori, 2015 : New species of Blaesodactylus (Squamata: Gekkonidae) from Tsingy karstic outcrops in Ankarana National Park, northern Madagascar. Zootaxa, no 3980 (3), p. 406–416.